# 上勝郵便局
上勝郵便局（かみかつゆうびんきょく）は、徳島県勝浦郡上勝町にある郵便局。民営化前の分類では集配特定郵便局であった（現在は集配機能を廃止）。

## 概要
住所：〒771-4399 徳島県勝浦郡上勝町福原下横峯37-1

## 沿革
- 1955年（昭和30年）7月20日 - 市町村合併に伴い、上勝町内の郵便局となる。
- 1968年（昭和43年）7月1日 - 郵便番号制導入に伴い、郵便番号は771-45となる[1][2]。
- 1990年（平成2年） - 高鉾郵便局から「771-44」（勝浦郡上勝町）の集配業務を移管。
- 1998年（平成10年）2月2日 - 新郵便番号制導入に伴い。郵便番号を771-45から771-4505に変更[3]。
- 2007年（平成19年）10月1日 - 民営化に伴い、郵便事業株式会社徳島支店上勝集配センター、郵便局株式会社上勝郵便局となる。併設された郵便事業徳島支店上勝集配センターに一部業務を移管。
- 2012年（平成24年）10月1日 - 日本郵便株式会社発足に伴い、郵便事業徳島支店上勝集配センターを上勝郵便局に統合。
- 2019年（平成31年）2月11日 - 勝浦郵便局へ集配業務を移管、無集配局となる。郵便番号を771-4599から771-4501に変更。

## 取扱内容
- 郵便、印紙、ゆうパック、内容証明
- 貯金、為替、振替、振込、国債
- 生命保険、バイク自賠責保険
- 郵便局のみまもりサービス
- ゆうちょ銀行ATM

## 風景印
- 図柄は月ケ谷温泉とスダチとアマゴ。局名表記は「徳島・上勝」
- 使用開始日は1984年（昭和59年）10月1日

## 周辺
- 上勝町役場
- 上勝町社会福祉協議会
- 東とくしま農業協同組合福原支所
- 上勝町商工会
- 道了神社
- 勝浦川

## アクセス
- JR高徳線牟岐線 徳島駅下車。バス分。
- 徳島バス 横瀬西停留所下車。上勝町営バス乗り換え。バス分。
- 上勝町営バス 横峯橋停留所下車。徒歩。
- 徳島県道16号徳島上那賀線
- 駐車場:2台